# Great Balls of Fire (Lied)
Great Balls of Fire ist ein Rock & Roll-Song von Jerry Lee Lewis aus dem Jahr 1957. Das temperamentvoll vorgetragene Stück wurde zu einem der umsatzstärksten Millionenseller des Genres. Der Song wurde von Jack Hammer und Otis Blackwell geschrieben. In der Liste der 500 besten Songs der Musikzeitschrift Rolling Stone belegt er Platz 96.

## Entstehungsgeschichte
Die Idee zu dem Song hatte Jack Hammer (bürgerlich Earl Salomon Burroughs), ein afro-amerikanischer Songschreiber und Sessionpianist aus New Orleans. Er übertrug die Rechte an dem von ihm geschriebenen Text an den Komponisten Otis Blackwell, der ihn modifizierte. Blackwell war der Musikregisseur beim Teenager-Musikfilm (Disc Jockey) Jamboree. Im August 1957 wurde der Film mit Lewis Fassung von Great Balls of Fire veröffentlicht, nachdem Carl Perkins den Song abgelehnt hatte.
Der von manchen Christen als blasphemisch angesehene Songtitel ist ein Südstaatenausdruck für den Heiligen Geist, der sich selbst als cloven tongues as of fire manifestiert („wie durch Feuer gespaltene Zungen“). Dieses – im Text nicht weiter konkretisierte – Sakrileg wird zuweilen in der Literatur über den Song überbetont.
Als Aufnahmedatum war der 8. Oktober 1957 anberaumt. Die Instrumentierung zum Song besteht aus Gesang und Klavier (beides Jerry Lee Lewis), Bass (Sidney Stokes) und Schlagzeug (Jimmy Van Eaton). Das von Sun-Records-Labelinhaber Sam Phillips und Jack Clement gemeinsam eingepegelte intensive Echo fungiert beim Song quasi als weiteres Instrument und verleiht der Aufnahme Tiefe und Unmittelbarkeit. Es handelte sich um das sog. „Slapback“-Verfahren (Rückwand-Echo) der Tonbandverzögerung, das bei vielen Sun-Records-Aufnahmen zum Einsatz kam.
Dem Song ist die Atmosphäre anzumerken, die während der Aufnahmezeit im Tonstudio herrschte. Es entstand ein sich steigernder Dialog zwischen Phillips und Lewis über biblische Themen, der letztlich zu einer wilden Aufnahmesession eskalierte. Der Song beginnt mit vier temperamentvollen Glissandi in der für Lewis typischen Form und steigert sich in ein kaum mehr zu überbietendes Tempo. Sein Pianospiel steht instrumental derart im Vordergrund, dass – abweichend von der bei Sun Records sonst üblichen Studiobesetzung – nur noch Schlagzeug und Bass notwendig waren.

## Veröffentlichung und Erfolg

Jerry Lee Lewis - Great Balls of Fire

Veröffentlicht am 3. November 1957 als Sun #281 mit der B-Seite You Win Again wurde die Single parallel zum Erscheinen des Musikfilms Jamboree auf den Markt gebracht. Der Titel kam zuerst am 25. November 1957 in die amerikanischen Pop-Charts, wo er Rang zwei erreichte, drang bis auf Platz 3 der R&B-Charts vor und schaffte den ersten Platz in den Country-Charts, den er für zwei Wochen innehatte. Auch in den britischen Pop-Charts konnte er die Nummer eins erreichen.
Great Balls of Fire avancierte zum zweiten Millionenseller für Jerry Lee Lewis. Er wurde zunächst drei Millionen Mal in kürzester Zeit verkauft, weltweit lag der Umsatz bei insgesamt fünf Millionen Exemplaren. Es ist damit einer der erfolgreichsten Crossover-Hits aller Zeiten. Der gleichnamige Film mit der Lebensgeschichte von Jerry Lee Lewis vom Juli 1989 erbrachte innerhalb der ersten 17 Tage seit seiner Veröffentlichung bereits einen Umsatz von zehn Millionen US-Dollar (siehe die Filmbiografie Great Balls of Fire). In der Liste der 500 besten Songs der Musikzeitschrift Rolling Stone wird er auf Platz 96 geführt.

## Statistik und Coverversionen
Der Song erhielt einen BMI-Award und wurde der BMI zufolge über 40 Mal gecovert, beispielsweise von Electric Light Orchestra (1974), Dolly Parton (1979), Fleetwood Mac (1999) und Chris Isaak (2011). Zudem wurden Teile davon in anderen Liedern als Samples verwendet, zum Beispiel von The Beach Boys (1964) und Jive Bunny and the Mastermixers (1989).